# Bunker, Missouri
Bunker är en ort i Dent County, och Reynolds County, i Missouri. Vid 2010 års folkräkning hade Bunker 407 invånare.